# Stilida (gmina)
Stilida (gr. Δήμος Στυλίδας, Dimos Stilidas) – gmina w Grecji, w administracji zdecentralizowanej Tesalia-Grecja Środkowa, w regionie Grecja Środkowa, w jednostce regionalnej Ftiotyda. W 2011 roku liczyła 12 750 mieszkańców. Powstała 1 stycznia 2011 roku w wyniku połączenia dotychczasowych gmin: Echinei, Pelasjia i Stilida. Siedzibą gminy jest Stilida.